# Tomasz Mackiewicz
Tomasz Mackiewicz (Działoszyn, 13 januari 1975 - verdwenen op de Nanga Parbat op 27 januari 2018) was een Pools bergbeklimmer.

## Biografie
In 2009 bereikte Mackiewicz solo de top van de Khan Tengri. In 2015 en 2016 ondernam hij pogingen om de Nanga Parbat te beklimmen in de winter. In 2015 bereikte hij samen met Mark Klonowski een hoogte van 7010 meter. Een jaar later geraakte hij met de Franse klimster Elisabeth Revol op een hoogte van 7400 meter.
In 2018 ondernam hij samen met Revol een zevende poging om de top van de Nanga Parbat te bereiken. Op 25 januari bereikten ze top. Kort hierna kreeg Mackiewicz gezondheidsproblemen. Hij kon niets meer zien, kon nog amper stappen en bloedde uit zijn mond. Mackiewicz had last van extreme hoogteziekte. Revol bracht hem naar een spelonk en liet hem achter op zoek naar hulp. Revol werd gered op 28 januari. De weersomstandigheden lieten niet toe om Mackiewicz te redden. Mackiewicz overleed naar alle waarschijnlijkheid binnen de 24 uren nadat Revol hem had achtergelaten